# Сарсіна
Сарсіна (італ. Sarsina) — муніципалітет в Італії, у регіоні Емілія-Романья, провінція Форлі-Чезена.
Сарсіна розташована на відстані близько 230 км на північ від Рима, 95 км на південний схід від Болоньї, 37 км на південь від Форлі.
Населення — 3524 особи (2014).

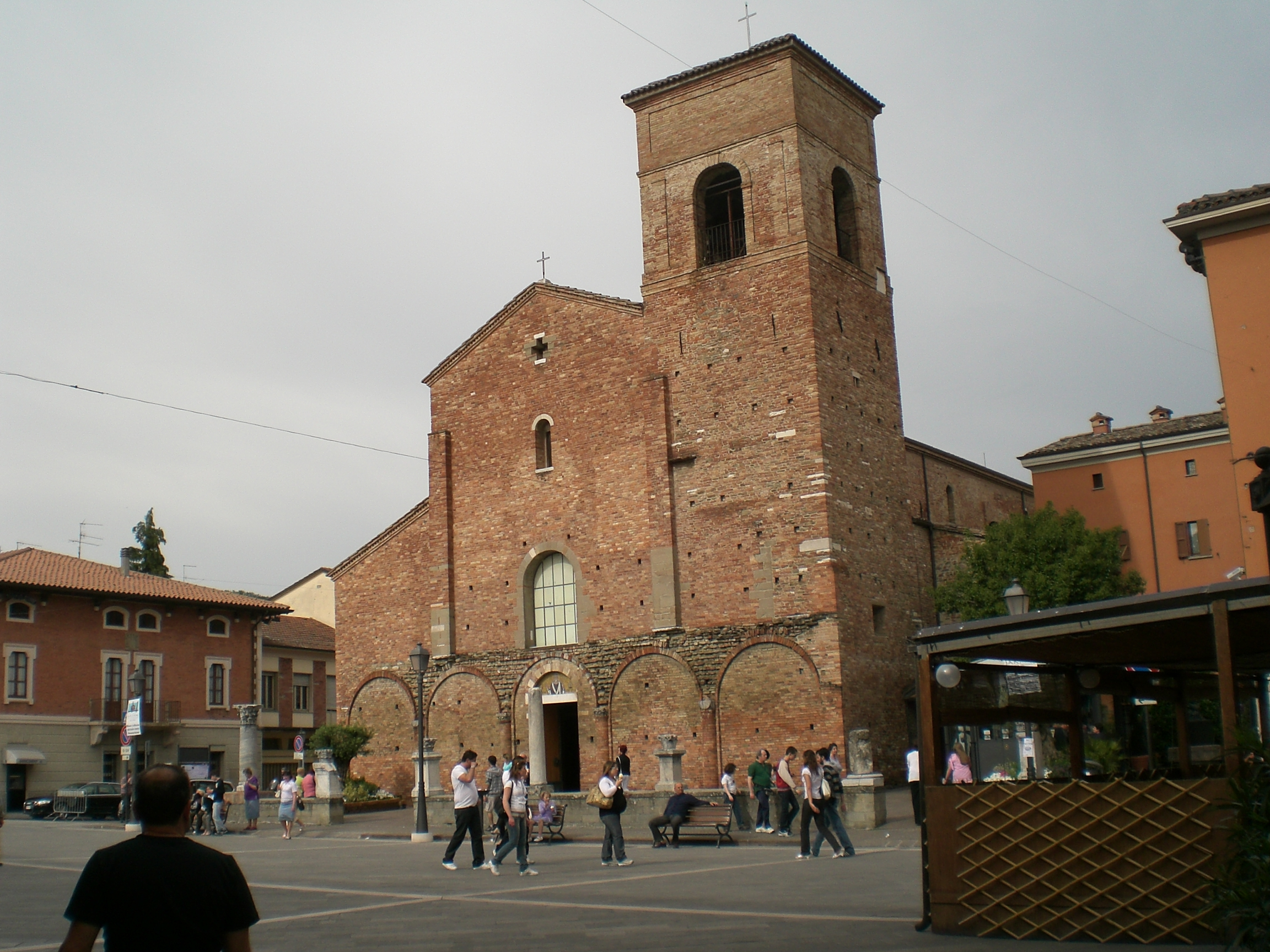

Щорічний фестиваль відбувається 28 серпня. Покровитель — San Vicinio.

## Демографія
Населення за роками:

Станом на 1 січня 2023 року в муніципалітеті офіційно проживали 343 іноземці з 37 країн, серед них 119 громадян країн Євросоюзу та 34 громадяни України.

## Сусідні муніципалітети
- Баньйо-ді-Романья
- Чезена
- Чивітелла-ді-Романья
- Меркато-Сарачено
- Сант'Агата-Фельтрія
- Санта-Софія
- Сольяно-аль-Рубіконе
- Вергерето